# Abdullahi Qarshe
Abdullahi Qarsho, född 1924, död 1994, var en somalisk musiker, poet, och dramatiker, känd som den somaliska musikens fader.